# Scott Leary
John Scott Leary (ur. 29 grudnia 1881 w Shasta, zm. 1 lipca 1958 w San Francisco) – amerykański pływak, medalista olimpijski Letnich Igrzysk 1904 w Saint Louis.
Zdobył srebrny medal w wyścigu na 50 jardów stylem dowolnym oraz brązowy na 100 jardów stylem dowolnym.